# Semiscolecidae
Semiscolecidae ist der Name einer Familie von räuberisch und amphibisch lebenden Egeln in der Ordnung der Kieferegel, die nur rudimentäre oder auch keine Kiefer aufweisen. Sie sind in Südamerika verbreitet.

## Merkmale
Die großen, äußerlich an Rollegel erinnernden Egel der Familie Semiscolecidae haben in der Kopfregion 5 Paar Augen, die in einem Bogen angeordnet sind. Sie besitzen in ihrem Mund lediglich rudimentäre, zahnlose drei oder auch nur einen mittleren dorsalen oder überhaupt keinen Kiefer. Der Schlund ist mit 3 bis 12 Leisten besetzt und ähnelt dem der Pferdeegel. Der Darmkanal hat in Anpassung an die räuberische Lebensweise nur kleine oder überhaupt keine Blindsäcke. 15 bis 17 Segmente sind außen mit jeweils fünf Ringeln versehen. Zwischen den Genitalporen sitzen 2 ½ bis 7 Ringel. Die Geschlechtsorgane der zwittrigen Tiere mit ihrem wohl entwickelten Penis haben den für Kieferegel typischen Aufbau: Die Egel haben kleine runde Eierstöcke, kurze paarige Eileiter, einen langen gemeinsamen Eileiter und eine röhren- oder spindelförmige Vagina. Die männlichen Genitalien bestehen aus einem langen Atrium, das bis ins 15. Segment reicht, und einer hinsichtlich der Größe variablen Epididymis, wobei auch ejakulatorische Bulbi vorhanden sein können. In jedem der hodentragenden Segmente gibt es ein oder zwei Paar Hoden.

## Verbreitung, Lebensraum und Lebensweise
Die Egel der Familie Semiscolecidae leben amphibisch – sowohl im Süßwasser als auch an Land – in Südamerika und Mittelamerika und ernähren sich räuberisch von Kleintieren. Die Beute wird als Ganzes verschluckt. Für Egel der Gattung Semiscolex sind Regenwürmer eine Hauptbeute.

## Lebenszyklus
Wie andere Egel sind die Semiscolecidae Zwitter. Als Kieferegel besitzen sie Penisse, mit denen sie sich gegenseitig begatten. Die Eier werden in Eikokons gelegt, aus denen später fertig entwickelte Egel schlüpfen.

## Systematik
Der schwedische Naturforscher Johan G. H. Kinberg gab 1866 den von ihm beschriebenen südamerikanischen Egeln den Gattungsnamen Semiscolex „Halbwurm“ (altgriechisch ἥμισυς hḗmisys „halb“ und σκώληξ skṓlēx „Wurm“), wobei er die Art Semiscolex juvenilis („jugendlicher Halbwurm“) beschrieb. Die Familie Semiscolecidae wurde von den deutschen Zoologen I. A. Scriban und H. Autrum 1934 aufgestellt.

### Gattungen
Die Familie Semiscolecidae umfasst nach aktueller Definition der Familie laut Raúl Adolfo Ringuelet von 1972 zwei Gattungen:
Die 3 Egelarten der Gattung Semiscolex Kinberg, 1866 leben in Südamerika im Gebiet des Río de la Plata in Uruguay, Argentinien und Paraguay, doch auch bis Bolivien und ins nordöstliche Brasilien. Die 3 Arten der Gattung Patagoniobdella Ringuelet, 1972 („Patagonien-Egel“), die bis dahin zu Semiscolex gerechnet wurden, sind dagegen in Patagonien in den Anden von Argentinien und Chile heimisch.
Die zuvor in die Familie Semiscolecidae einbezogenen Gattungen Cyclobdella Weyenbergh 1879 („Kreis-Egel“ von griechisch κύκλος kýklos, βδέλλα bdélla; nicht zu verwechseln mit der ähnlich geschriebenen Gattung Cylicobdella Grube, 1871 in der Familie Cylicobdellidae, nach κύλιξ) und Orchibdella Ringuelet, 1945 („Hoden-Egel“ von griechisch ὄρχις órchis, βδέλλα bdélla) wurden von Ringuelet 1972 in die neue Familie Cyclobdellidae gestellt.

### Arten
Laut Sawyer (1986) hat die Gattung Semiscolex 3 Arten:
- Semiscolex juvenilis Kinberg, 1866 lebt um Buenos Aires (Argentinien), Uruguay und benachbarten Gebieten Brasiliens (Porto Alegre). Seine fünf Augenpaare sitzen am 2., 3., 4., 5. und 7. Ringel, und die Geschlechtsöffnungen sind durch sechs oder sieben ganze Ringel getrennt.
- Semiscolex intermedius Ringuelet, 1942 lebt am unteren Río de la Plata in Argentinien und Uruguay. Seine fünf Augenpaare sitzen am 2., 3., 4., 6. und 8. Ringel, und die Geschlechtsöffnungen sind durch sechs ganze und zwei halbe Ringel getrennt.
- Semiscolex similis (Weyenbergh, 1879), die bei weitem häufigste und am weitesten verbreitete Art, ist von Zentralargentinien bis Paraguay, Bolivien, Uruguay und Nordostbrasilien (Ceará) zu finden. Seine fünf Augenpaare sitzen am 2., 3., 4., 5. und 7. Ringel, und die Geschlechtsöffnungen sind durch sechs ganze Ringel getrennt.

Die Gattung Patagoniobdella umfasst ebenfalls 3 Arten:
- Patagoniobdella variabilis (R. Blanchard, 1900) lebt in Gletscherseen der Anden Patagoniens in Chile und Argentinien.
- Patagoniobdella fraterna Ringuelet, 1976 lebt vor allem in den Seen der argentinischen Provinz Neuquén.
- Patagoniobdella ademonia Ringuelet, 1976 lebt im See Nahuel Huapi in Argentinien.

### Phylogenetisch verwandte Gattungen
Auf Grundlage ihrer molekulargenetischen Untersuchungen schlugen Anna J. Phillips und Mark E. Siddall 2009 vor, noch folgende zuvor zur Familie Hirudinidae s. l. gestellten Egelgattungen zu einer erweiterten Familie Semiscolecidae s. l. zu stellen:
- Macrobdella (Blutsauger, Nordamerika, untersuchte Arten: Macrobdella ditetra, Macrobdella decora, Macrobdella diplotertia)
- Philobdella (Prädatoren, Nordamerika, untersuchte Arten: Philobdella gracilis, Philobdella floridana)
- Oxyptychus (Blutsauger, Südamerika, untersuchte Arten: Oxyptychus brasiliensis, Oxyptychus striatus)
- Limnobdella (Blutsauger, Mexiko, untersuchte Art: Limnobdella mexicana)
- Limnatis (Blutsauger, Mittelmeerraum und Mittlerer Osten, untersuchte Arten: Limnatis nilotica, Limnatis paluda)

Das Ergebnis der Arbeiten von Phillips, Siddall und anderen (2010) ist allerdings, neben die Familie Semiscolecidae s. str., also in ihrem bisherigen kleineren Umfang, als nächstverwandte Gruppen die Familien Macrobdellidae (mit den Gattungen Macrobdella, Philobdella und Oxyptychus) und Praobdellidae (mit den Gattungen Praobdella, Myxobdella, Dinobdella, Pintobdella, Limnobdella, Limnatis und der neuen Gattung Tyrannobdella) zu stellen.